# Comitè Judicial del Consell Privat
El Comitè Judicial del Consell Privat és un dels més alts tribunals del Regne Unit, establert per la Llei del Comitè Judicial del 1833 per escoltar les apel·lacions antigament ateses pel rei reunit amb el seu consell (s. 3).
També funciona com a Tribunal Suprem per diversos països del Commonwealth, els territoris britànics d'ultramar, i les dependències de la Corona.
És simplement conegut com el Consell Privat, ja que les apel·lacions són formalment dirigides a la reina amb l'expressió "Sa Majestat reunida amb el Consell", i ella a llavors dirigeix el cas al Comitè Judicial del Consell Privat tot demanant-li "consell". La mesa de jutges que atén un cas particular (normalment cinc membres) es coneix com "the Board" (trad. la Junta).
Però a les Repúbliques de la Commonwealth les apel·lacions són fetes directament al Comitè Judicial. En el cas de Brunei, una apel·lació és feta al sultà local, qui és aconsellat pel Comitè Judicial. Antigament el Comitè Judicial donava un sol consell, però des dels anys seixanta són permeses les opinions dissidents. El juliol del 2007 el Comitè Judicial va resoldre que tenia la potestat d'allunyar-se d'un precendent establert si concloïa que les seves decisions prèvies eren errònies.
El 16 de desembre del 2006 El Comitè Judicial feu història quan per primera vegada en més de 170 anys d'història el comitè va sortir fora de Londres i va celebrar una audiència de cinc dies a les Bahames. Lord Bingham, lord Brown, lord Carswell, la baronessa Hale i lord Scott va viatjar-hi per l'audiència especial com a invitació de la presidenta de la Cort d'Apel·lació de les Bahames Joan Sawyer.
L'any següent, també per desembre, el comitè va tornar a anar a les Bahames per una segona audiència. En aquesta ocasió lord Hope, lord Rodger, lord Walker, lord Manee i sir Christopher Rose van escoltar alguns casos durant la visita. Al final de l'audiència lord Hope va indicar que hi hauria més audiències en un futur.
El 2009 es va repetir la visita del comitè.
L'1 d'octubre del 2009 el Comitè Judicial es va traslladar de la Cambra del Consell Privat de Downing Street a l'antiga Casa de l'ajuntament de Middlesex, que va ser reformada el 2007 per acollir la seu tant del Comitè Judicial del Consell Privat com de la nova Cort Suprema del Regne Unit, creada llavors. En aquest edifici renovat la sala 3 és la utilitzada per les sessions del Consell Privat.
El sistema judicial del Regne Unit té la particularitat que no compta amb un sol alt tribunal: El Comitè Judicial és la més alta cort d'apel·lació per alguns casos, mentre que en molts d'altres ho és la Cort Suprema del Regne Unit. A Escòcia el més alt tribunal pels casos criminals és el Tribunal Superior de Justícia, mentre que la Cort Suprema del Regne Unit ho és pels casos civils i els conflictes derivats de la devolució de poders als escocesos.

## La jurisdicció domèstica
El Consell Privat té la jurisdicció en les següents matèries domèstiques:
- Apel·lacions contra les mesures dels comissaris de l'Església (els quals controlen l'estat de l'Església d'Anglaterra).
- Apel·lacions des dels tribunals eclesiàstics (el londinenc Tribunal d'Arches que cobreix la província eclesiàstica de Canterbury, i el Tribunal de Chancery que cobreix la de York) per casos de naturalesa no doctrinal.
- Apel·lacions des del Tribunal de Cavalleria.[6]
- Apel·lacions des del Tribunal de l'Almirallat dels Cinc Ports.
- Apel·lacions des dels Tribunals de Premis (trad. de Prize Court).
- Apel·lacions des del Comitè Disciplinari del Reial Col·legi de Cirurgians Veterinaris.[7]
- Disputes parlamentàries, regides per la Llei de Desqualificacions de la Cambra dels Comuns del Regne Unit del 1975.

Addicionalment el govern pot (a través de la reina) dirigir qualsevol qüestió al comitè per fer-ne "anàlisis i informes".
Les sentències emeses pel Comitè Judicial en els casos dels països d'ultramar tenen només una "autoritat persuasiva" en els tribunals del Regne Unit; de manera que les han de tenir en compte per no són de compliment obligat per llei.
El Comitè Judicial del Consell Privat és el tribunal de màxima apel·lació per l'Església d'Anglaterra. Escolta les apel·lacions sorgides del Tribunal d'Arches, de la província eclesiàstica de Canterbury, i el Tribunal de Chancery, de la província eclesiàstica de York, excepte en matèries de doctrina religiosa, rituals o cerimònies, apel·lacions que han d'anar al Tribunal per Causes Eclesiàstiques Reservades. Amb la Llei de Disciplina Eclesiàstica del 1840 i la Llei de Jurisdiccions d'Apel·lacions del 1876 tots els arquebisbes i bisbes passaren a ser elegibles per formar part del Comitè Judicial.
Abans de la Llei de Reforma Constitucional del 2005 el Consell Privat era el tribunal d'última apel·lació pel que fa a les qüestions sobre la devolució de poders als escocesos. L'1 d'octubre del 2009 aquesta jurisdicció fou transferida al nou Tribunal Suprem del Regne Unit.

## Jurisdiccions a ultramar
El Comitè té la jurisdicció de les apel·lacions de les següents 30 jurisdiccions (incloent 14 nacions independents):
S'apel·la amb la forma "Sa Majestat reunida amb el Consell" en nou nacions independents i altres 16 jurisdiccions:
- Dels Reialmes de la Commonwealth: Antigua i Barbuda, les Bahames, Grenada, Jamaica, Saint Kitts i Nevis, Saint Lucia, Saint Vincent i les Grenadines i Tuvalu.
- Dels estats lliurement associats a Nova Zelanda: les Illes Cook i Niue (però no la mateixa Nova Zelanda).
- Les dependències de la Corona: les Illes Anglonormandes, que inclouen les batllies de Jersey i Guernsey (aquesta última inclou les illes de Sark i Alderney), i l'illa Man.
- Dels Territoris Britànics d'Ultramar: Anguilla, les illes Bermudes, les Illes Verges Britàniques, les Illes Caiman, les Illes Malvines, Gibraltar, l'Illa de Montserrat, el territori de Santa Helena, Ascensió i Tristan da Cunha (format pels tres arxipèlags homònims), les Illes Turks i Caicos, i les Illes Pitcairn.
- Les dues àrees de bases sobiranes a l'antiga colònia de Xipre: Akrotiri i Dekélia.

S'apel·la directament al comitè en quatre països:
- De les Repúbliques de la Commonwealth: l'illa Dominica, les Maurici, Trinitat i Tobago, i els casos de dret constitucional de Kiribati.

S'apel·la al cap de l'estat:
- A l'estat de Brunei (membre del Commonwealth de Nacions la reina Elisabet II i el sultà Hassanal Bolkiah han pactat que el Comitè Judicial escolti i elabori un informe pel sultà dels casos que li arribin).

## Els membres que el formen

### Informació general
El Comitè Judicial del Consell Privat pot incloure membres dels següents grups:
- Els jutges del Tribunal Suprem (antigament els Lords d'Apel·lacions Ordinàries)
- Altres Lords d'Apel·lació
- Consellers Privats de la reina que siguin o hagin estat jutges del Tribunal d'Apel·lació d'Anglaterra, la Cambra Interior del Tribunal de Sessions escocès, o ell Tribunal d'Apel·lacions d'Irlanda del Nord.
- Consellers privats que siguin jutges de certs tribunals superiors de les nacions del Commonwealth.

La major part de la feina la fan els jutges del Tribunal Suprem, els quals són pagats per treballar tot el temps tant al Tribunal Suprem com al Consell Privat.

## Baixes de la Commonwealth en les apel·lacions al Comitè Judicial
Inicialment els regnes de la Commonwealth i els seus territoris van mantenir el dret d'apel·lar al Consell Privat. Molts dels que van esdevenir repúbliques o monarquies indígenes independents van preservar la jurisdicció del Consell Privat mitjançant l'establiment de tractats amb la Corona Britànica. No obstant això, amb el temps aquests nous estats van començar a percebre el Consell Privat com un òrgan poc coincident amb els valors de la població local, i com un obstacle per la plena sobirania judicial.

### Austràlia
Austràlia efectivament va abolir el dret d'apel·lació dels tribunals de la corona australiana mitjançant un nou estatut, i feu el mateix amb els tribunals estatals amb la Llei d'Austràlia del 1986 (Cth). La Constitució australiana encara té una disposició que permet a l'Alt Tribunal Australià autoritzar apel·lacions al Consell Privat en les qüestions inter se; però de totes maneres aquest ja va declarar que mai donaria aquest tipus de permisos i que la jurisdicció per fer tal cosa "ja fa temps que ha expirat" i és obsoleta.

### Canadà
El Canadà va crear el seu Tribunal Suprem el 1875, i ja des de llavors es van abolir les apel·lacions al Consell Privat de les causes criminals. De totes maneres, en el cas Nadan vs el Rei [1926] AC 482(PC) el Consell Privat va permetre l'apel·lació de la sentència de presó i va establir que el Codi Criminal vigent al Canadà era una matèria ultra vires pel Parlament Canadenc perquè implicava legislar extraterritorialment i derogar la legislació imperial. Aquesta qüestió juntament amb l'Afer King-Byng va provocar la irritació del Canadà i la discussió del tema a la Conferència Imperial del 1926 que conclouria amb la segona Declaració de Balfour: Amb la declaració i la seva confirmació legal a l'Estatut de Westminster de 1931 (Imp) l'impediment de prohibir les apel·lacions al Consell Privat, legítim o no, fou comprensiblement abolit. Les apel·lacions dels casos criminals al Consell Privat es van acabar el 1933. Els moviments per estendre l'abolició també per als casos civils foren aparcats durant la creixent crisi internacional dels anys 30, però la qüestió es va tornar a posar sobre la taula després del la 2a Guerra Mundial i el parlament federal va abolir també les apel·lacions dels casos civils el 1949. Pels casos començats abans d'aquella data es va permetre el dret d'apel·lació, i l'últim cas en què es va fer fou el de Ponoka-Calmar Oils vs. Wakefield [1960] AC 18, el 1959.
Entre el 1867 i el 1949 el britànic Comitè Judicial del Consell Privat va jugar un controvertit paper en l'evolució del federalisme canadenc descentralitzant-ne el sistema polític. Mentre que els Pares de la Confederació (els quals havien negociat la unió de les colònies britàniques de Nord Amèrica en el context de la guerra civil dels Estats Units) desitjaven assegurar un govern central fort amb relació a unes províncies relativament més febles, les successives apel·lacions al Comitè Judicial del Consell Privat en matèria constitucional progressivament van desplaçar la balança a favor de les províncies. A partir del 1949 el Tribunal Suprem canadenc (format per jutges nomenats pel govern central) va evitar rebutjar els precedents establerts fins llavors pel Comitè Judicial del Consell Privat, però va iniciar un procés de recuperació de competències legislatives pel parlament federal.

### La Comunitat Caribenya
Les nacions de la Comunitat Caribenya van votar el 2001 l'abolició del dret d'apel·lació al Consell Privat per tal de substituir-lo per un Tribunal Caribeny de Justícia (TCJ). Alguns debats entre els països membres i també al Comitè Judicial del Consell Privat, van retardar repetidament la inauguració del tribunal. Però a partir del 2005 Barbados va substituir el procés d'apel·lacions a Sa Majestat reunida amb el Consell pel nou TCJ, el qual llavors es posà en funcionament. La república de Guyana també va promulgar noves lleis que permeteren al TCJ de tenir jurisdicció sobre el seu sistema d'apel·lacions finals.
Actualment altres estats de la CARICOM semblen estar preparats per abolir en un futur immediat les apel·lacions al Comitè Judicial del Consell Priva. El govern de Jamaica en particular va estar a punt de fer-ho sense el consentiment de l'oposició parlamentària, però el Comitè Judicial va establir que el procediment utilitzat a Jamaica per saltar-se l'oposició era incorrecte i inconstitucional.
Els governs caribenys cada cop es troben més pressionats pels seus electorats perquè busquin maneres d'evitar les sentències dictades pel Comitè Judicial, com ara la del cas Earl Pratt i Ivan Morgan vs. el Fiscal General de Jamaica del 1993 sobre la pena de mort a la regió caribenya.
L'actual president del Tribunal Suprem del Regne Unit, lord Phillips de Worth Matravers, ha expressat la seva disconformitat amb el fet que el Carib anglòfon i d'altres països del Commonwealth continuint depenent del Comitè Judicial del Consell Privat. El Financial Times va publicar una entrevista on lord Phillips deia: "en un "món ideal" els països del Commonwealth — inclosos els dels Carib — pararien d'utilitzar el Consell Privat i establirien els seus propis tribunals d'apel·lació final."

### Sri Lanka
Ceilan va abolir les apel·lacions al Consell Privat el 1972, a conseqüència de la transformació del domini britànic de Ceilan en la república independent de Sri Lanka. Abans, però, el Consell Privat havia sentenciat el cas Ibralebbe vs. La Reina [1964] AC 900 que el mantenia com a alt tribunal d'apel·lació de Ceilan tot i que la independència del país com a domini britànic havia tingut lloc el 1948.

### Guyana
Guyana va mantenir el dret d'apel·lació al Consell Privat fins que el govern del primer ministre Forbes Burnham va aprovar la Llei del Comitè Judicial del Consell Privat (Fi de les Apel·lacions) del 1970.

### Hong Kong
Per altra banda caldria afegir que les decisions del Consell Privat d'abans de l'1 de juliol del 1997 sobre les apel·lacions de fora de Hong Kong, així com les decisions dels tribunals britànics després d'aquesta data, no són estrictament vinculants pels tribunals hongkonguesos en definitiva, tot i que aquestes decisions serveixen de referents i han de ser tractades amb gran respecte, depenent de totes les circumstàncies rellevants.

### Índia
L'Índia va retenir el dret d'apel·lació al Consell Privat des del Tribunal Federal de l'Índia després de la proclamació del Domini de l'Índia i fins a la proclamació de la Llei d'Abolició de la Jurisdicció del Consell Privat del 1949, que es feu efectiva després de l'establiment del Tribunal Suprem de l'Índia el gener del 1950.

### Estat Lliure Irlandès
L'apel·lació al Consell Privat era garantida a la Constitució de l'Estat Lliure Irlandès fins a la seva abolició el 1933 per una llei del Dáil Éireann.
Un cas anomenat Moore vs. el Fiscal General de l'Estat Lliure Irlandès [1935] AC 484 (PC) fou apel·lat al Consell Privat el 1935 desafiant la decisió del Dáil i violant el Tractat Angloirlandès del 1921. El llavors fiscal general per Anglaterra i Gal·les Thomas Inskip va advertir el fiscal general de l'Estat Lliure Irlandès Conor Maguire que Irlanda no tenia dret d'abolir les apel·lacions al Consell Privat. Però finalment el Comitè Judicial del Consell Privat mateix va establir que el govern irlandès sí tenia aquest dret.

### Malàisia
Malàisia va abolir les apel·lacions al Consell Privat en matèria constitucional i criminal el 1978, i posteriorment també en matèria civil el 1985.

### Nova Zelanda
Les propostes neozelandeses d'abolir les apel·lacions al Consell Privat daten de principis de la dècada del 1980. Però no va ser fins a l'octubre del 2003 que Nova Zelanda va canviar la llei i les va abolir per a tots els casos escoltats pel Tribunal d'Apel·lacions de Nova Zelanda a partir del final de l'any 2003, en favor del Tribunal Suprem. El 2008 el líder Nacional John Key va descartar definitivament la proposta d'abolir el Tribunal Suprem per retornar al Consell Privat.